# إنتر ميلان موسم 2009–10
كان موسم 2009–10 هو الموسم الـ101 في وجود إنتر ميلان والموسم الـ94 على التوالي في الدوري الإيطالي. كان هذا هو الموسم الثاني والأخير للمدرب جوزيه مورينيو مع النادي، قبل رحيله إلى ريال مدريد.
حقق إنتر ميلان أعظم موسم في التاريخ، حيث فاز بالدوري الإيطالي للمرة الخامسة على التوالي في الجولة الأخيرة، وكأس إيطاليا، ودوري أبطال أوروبا لأول مرة منذ 45 عامًا، مكملًا ثلاثية تاريخية. أصبح الإنتر سادس نادي أوروبي يحقق الثلاثية، والنادي الإيطالي الأول والوحيد الذي يحقق هذا الإنجاز حتى الآن. 